# Pterolophia banksi
Pterolophia banksi là một loài bọ cánh cứng trong họ Cerambycidae.